# Aulonocnemis pauliani
Aulonocnemis pauliani är en skalbaggsart som beskrevs av Yves Cambefort 1987. Aulonocnemis pauliani ingår i släktet Aulonocnemis och familjen Aulonocnemidae. Inga underarter finns listade.